# Кућа Љубице Милосављевић
Кућа Милосављевића у Трстенику је објекат народног градитељства, типа куће моравке. Представља непокретно културно добро као споменик културе. Одлуку о проглашењу за културно добро донела је 1991. године Скупштине општине Трстеник

## Изглед и локација
Грађена је на ниском каменом темељу, има укопан подрум, отворен доксат дуж уличне фасаде и кров на четири воде покривен ћерамидом. Налази се у главној градској улици, која сада носи назив Кнегиње Милице, на броју 44. Назив улице и градски број је више пута мењан, тако да је у Централном регистру споменика културе уписана адреса Маршала Тита 142.